# Wheat Ridge
Wheat Ridge es una ciudad ubicada en el condado de Jefferson en el estado estadounidense de Colorado. En el año 2000 tenía una población de 32.913 habitantes y una densidad poblacional de 1.400,6 personas por km².

## Geografía
Wheat Ridge se encuentra ubicado en las coordenadas 39°46′17″N 105°5′46″O / 39.77139, -105.09611.

## Demografía
Según la Oficina del Censo en 2000 los ingresos medios por hogar en la localidad eran de $38,983, y los ingresos medios por familia eran $47,512. Los hombres tenían unos ingresos medios de $36,711 frente a los $28,370 para las mujeres. La renta per cápita para la localidad era de $22,636. Alrededor del 8,9% de la población estaba por debajo del umbral de pobreza.